# Monte Tajumulco
O monte Tajumulco ou vulcão Tajumulco  é o ponto mais alto da Guatemala e da América Central (a sul do México) . É um estratovulcão extinto que atinge os 4.220 m de altitude e que fica no departamento de San Marcos. É a 24.ª montanha do mundo em proeminência topográfica.